# Honkasaari (ö i Finland, Södra Savolax, S:t Michel, lat 61,46, long 26,54)
Honkasaari är en ö i Finland. Den ligger i sjön Peruvesi och i kommunen Pertunmaa i den ekonomiska regionen  S:t Michel och landskapet Södra Savolax, i den södra delen av landet, 170 km nordost om huvudstaden Helsingfors. Öns area är 24,6 hektar och dess största längd är 0,7 kilometer i sydväst-nordöstlig riktning.